# プリア・ピトゥ

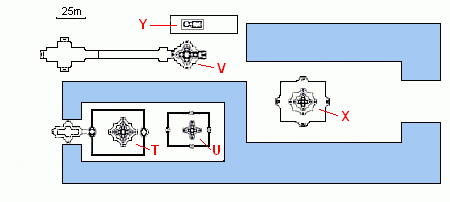
プリア・ピトゥ寺院群の構成

プリア・ピトゥ（プレア・ピトゥ、Preah Pithu、またはプラ・ピトゥ、Prah Pithu 〈Pra-Pithu〉、クメール語: ប្រាសាទព្រះពិធូរ）は、カンボジアのアンコール遺跡における5つの寺院からなる寺院遺跡群である。

## 遺跡
寺院群は、アンコール・トムにあるバイヨンの北、テップ・プラナム (Tep Pranam) の前方（東）に位置する。その寺院群は近接するが、それらは2つを除いて、同時代に建造されたものではなく、12世紀前半-13世紀頃（13-14世紀）、スーリヤヴァルマン2世（在位1113-1150年）からジャヤーヴァルマン8世（在位1243-1295年）の時代にかけて構築された寺院群とされる。しかし年代の特定には至っておらず、その順列は明らかではない。
それらの寺院は T、U、X、V、Y のアルファベットで分類されている。「X」は仏教寺院であり、それは未完成のままでおそらく最も後期のものである。その他はヒンドゥー教寺院である。5つの寺院は状態が悪く、上層部は崩壊しているが、それらの彫刻は興味深いものであり、またその場所は静寂に包まれ、樹木が茂ってほとんど人はいない。大抵は涸れている濠が、寺院群の一部を取り囲んでいる。それらはまず1908年に Jean Commaille により、その後1918年から1920年にアンリ・マーシャルによって整備された。

### 寺院「T」・「U」

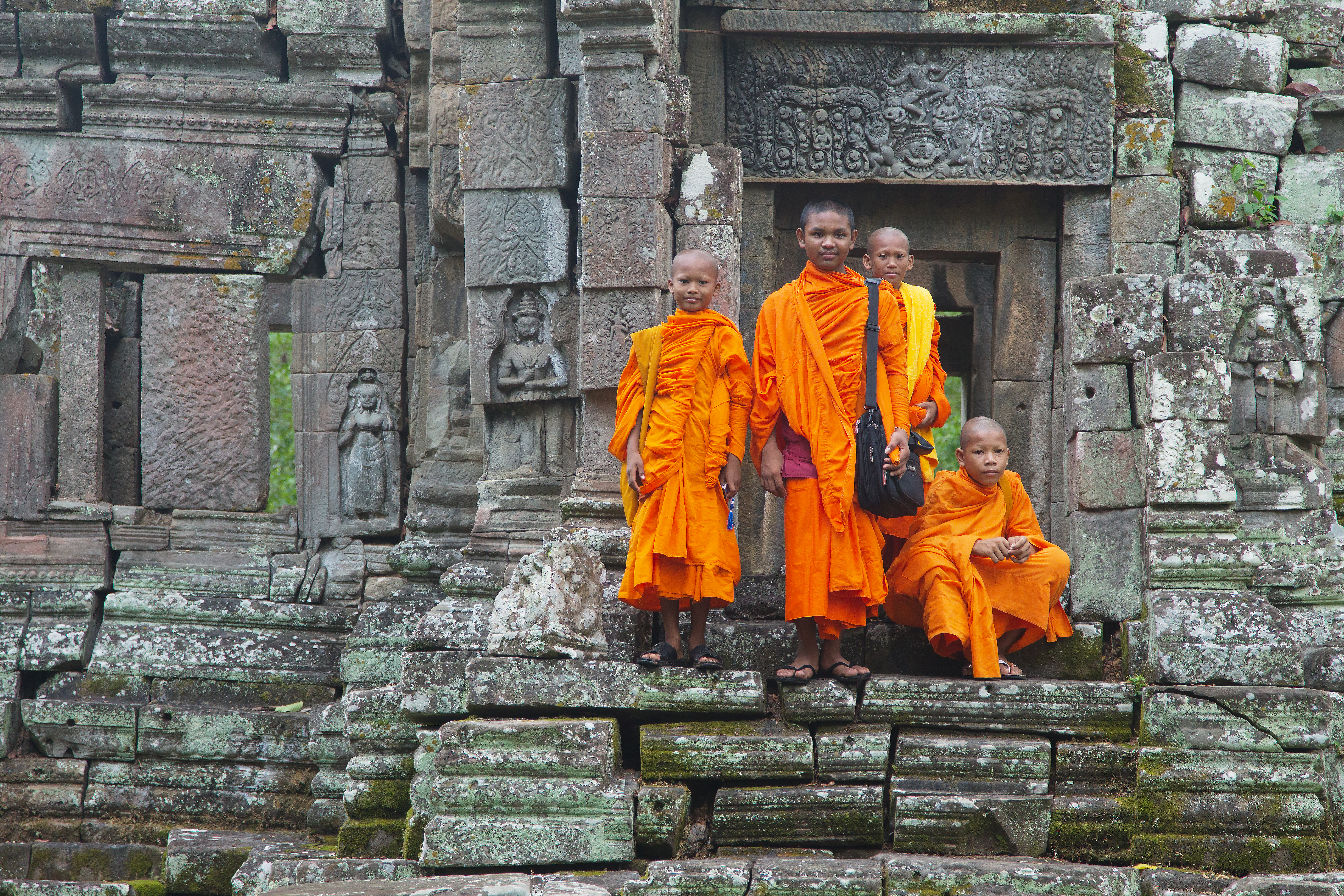
寺院 T と少年僧

これらの寺院はまず間違いなく同時に建造されたもので、同じ東西軸上にあり、単一の濠によって囲まれている。それらは西を向いており、入口にはナーガの欄干と2つの基壇に十字型のテラスがある。寺院「T」は、東西45メートル、南北40メートルの砂岩の周壁を持ち、東西の主軸上に2つの塔門（ゴープラム〈ゴープラ〉）がある。聖所は、高さ約6メートルの装飾された3層の基壇上にあり、その台座の上にある大きなリンガを保護した祠堂を持つ。地上にある西側の扉のまぐさ（リンテル）の断片には、「乳海攪拌」を様式化した描写が見られ、壁はデヴァターや花の模様が、バイヨン様式で装飾されている。
寺院「U」は「T」に似るが、より小さくて簡素である。その周壁は東西35メートル、南北28メートル。塔門はない。2層の基壇上に祠堂があり、西の扉のまぐさは、ヴィシュヌとブラフマーの間に、カーラ（kala、キールティムカ）の頭で踊るシヴァのいる三神一体を示している。内壁にはドヴァーラパーラが彫られており、柱の基部の盲アーチはアンコール・ワットの時代に特有なものである。 北側のまぐさには「乳海攪拌」のもう一つの描写がある。

### 寺院「X」

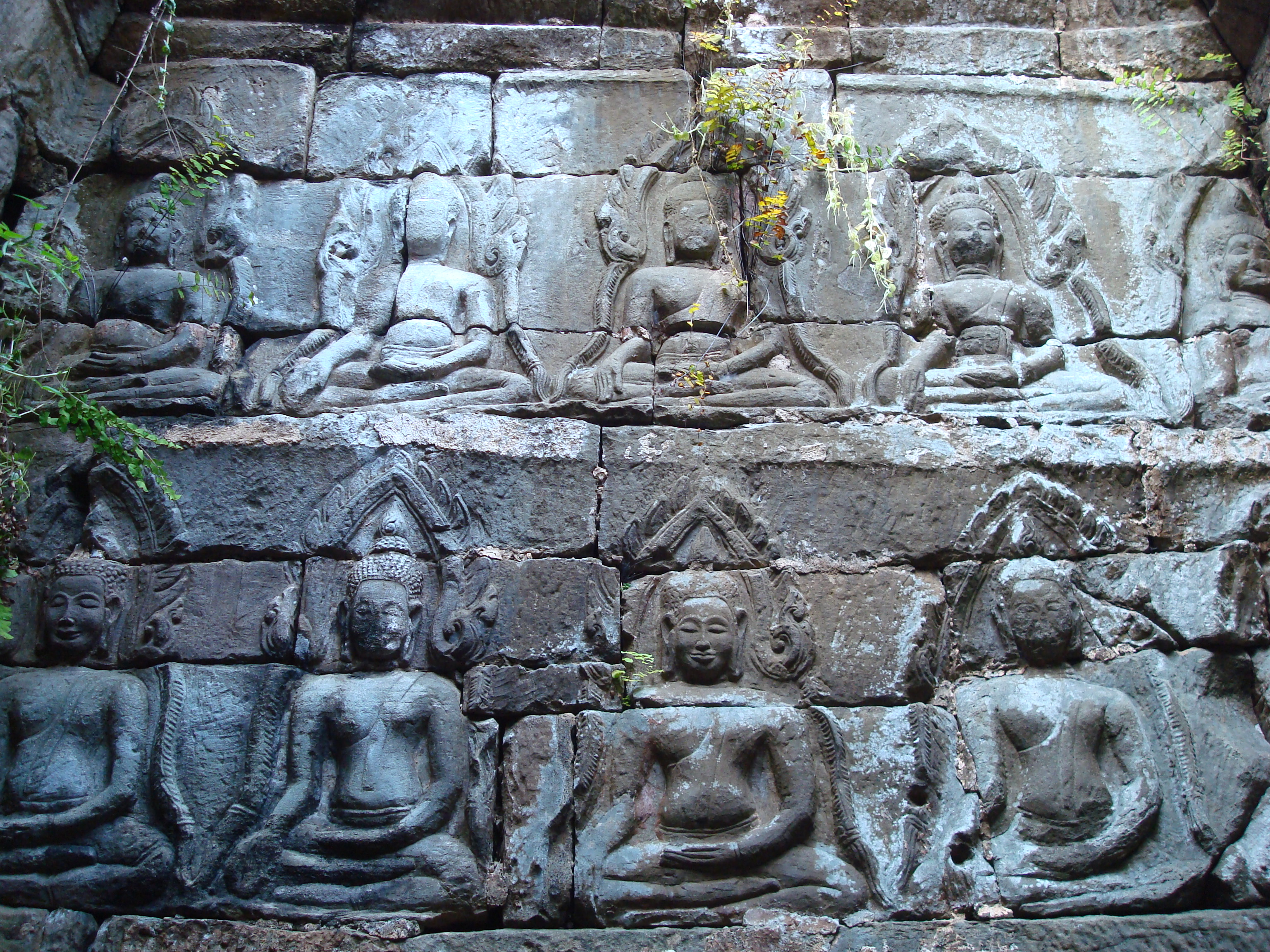
寺院 X 聖室内にある2列の仏陀像

寺院「X」は、寺院「U」の約100メートル東にあり、一辺40メートル、高さ4メートルの大きな基壇上に建つ。濠が涸れている場合は真っ直ぐに到達可能である。その様式は前述の寺院と同様であるが、より大きくかつその装飾は不完全である。「X」は仏教寺院であり、聖室の壁には、彫刻された二列の仏陀像がある。さらにまぐさは仏教のモチーフを示している。しかしながら最も関心を引く遺構である有名な釈迦の断髪を描くものはそこにはない。東に向かうラテライトのテラスは結界石（シーマ石、sema 〈仏の形象描写の刻まれた境界石〉）によって囲まれ、聖域の境界を定めている。

### 寺院「V」

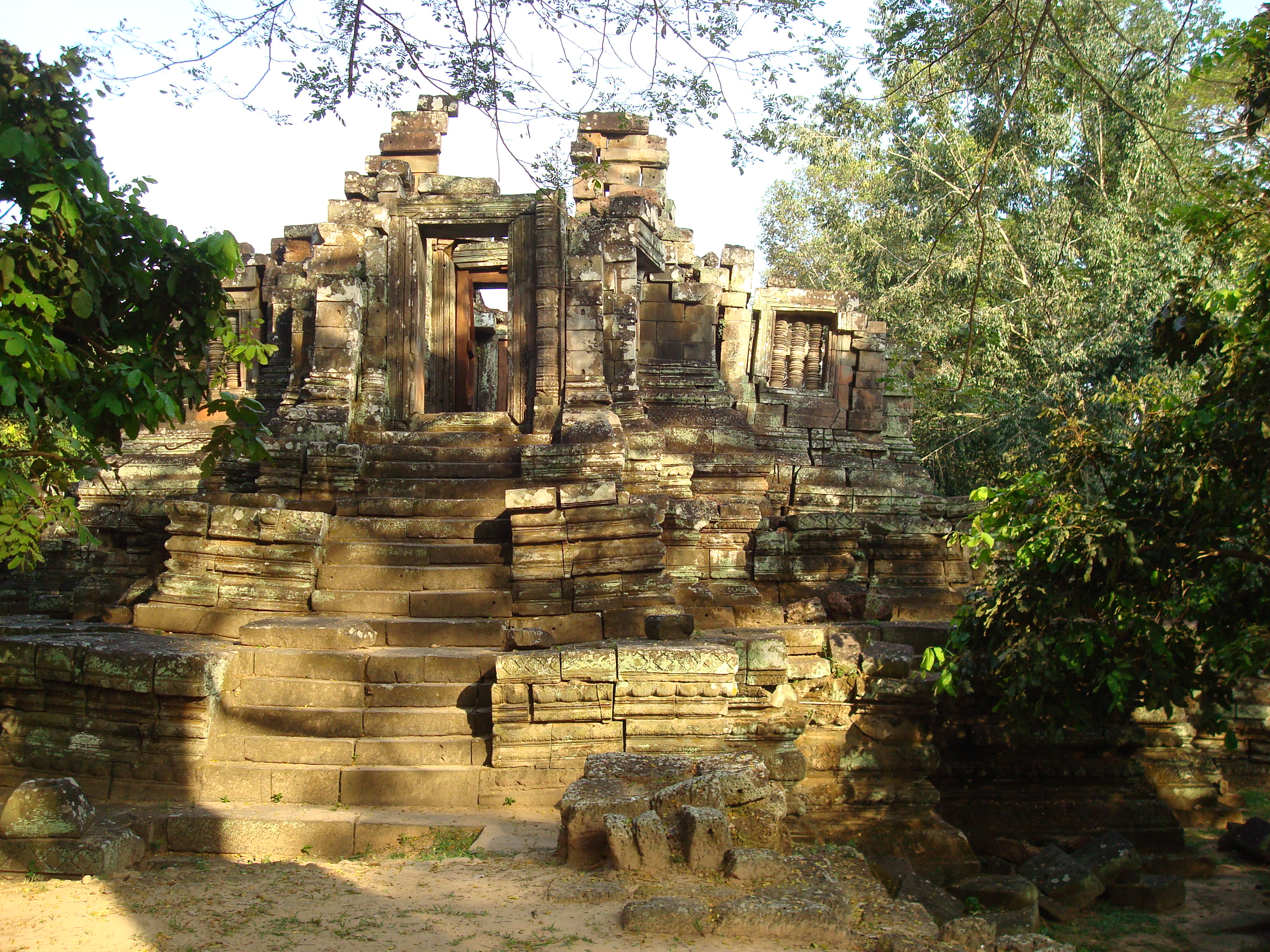
寺院 V

残存する濠の外側、寺院「U」の北に、寺院「V」はある。それは東に向いており、二重の前庭より始まり、周壁はない。西には渡り参道があり、それは長さ40メートルの十字型テラスに終わって、王宮広場の北東の角に通じている。その聖室は、2層の彫刻された基壇上に建ち、寺院群のうち最も大きく3.8メートル四方で、大きな1.5メートルのリンガを祀っている。そのアンコール・ワット様式の外部の装飾は未完成である。

### 寺院「Y」

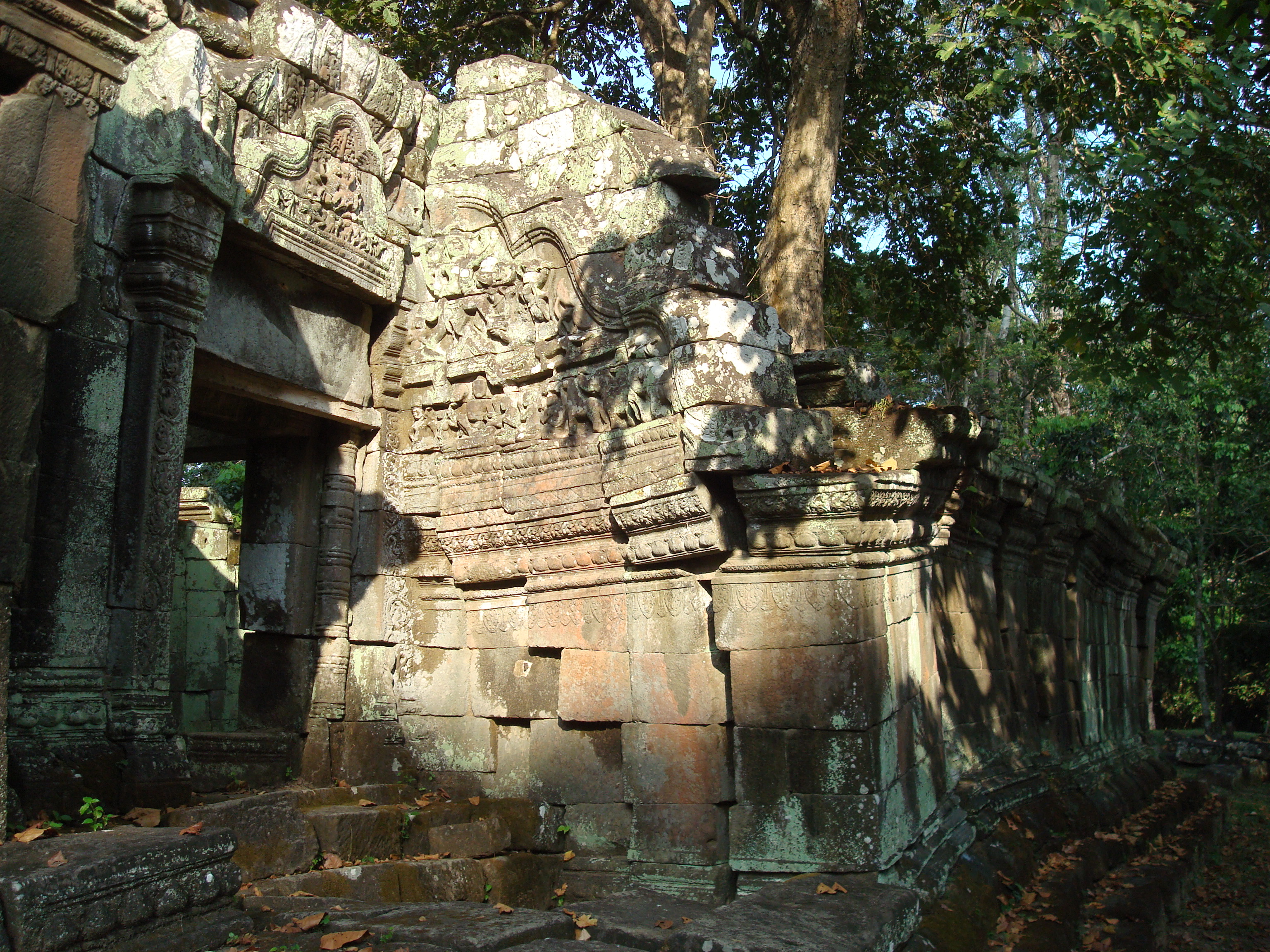
寺院 Y 南側の半フロントン

寺院「Y」は、基壇や階段を持たず、「V」の北側の、土でできた台地の上に建っている。それはアンコール・ワットの時代からバイヨンの時代の間のものである。東に向かって、入口としての長い拝殿（マンダパ、mandapa） があり、前庭によって高さ0.95メートルのリンガを祀った3.5×3.0メートルの聖室につながっている。より大きな部屋はほとんど崩壊しているが、その西側には2つの注目すべき半フロントン（fronton、ペディメント〈破風〉）があり、北にクリシュナによるアスラ（阿修羅）のバーナの敗北が、南には大きく3歩を踏み出すヴァーマナが描写されている。